# 黄郛
黄 郛（こう ふ）は、清・中華民国の政治家。北京政府・国民政府の要人。多くの重要な対日交渉に参与した。旧名は紹麟。字は膺白。原籍は浙江省嘉興府嘉興県（現：嘉興市）。

## 事績

### 革命派としての活動

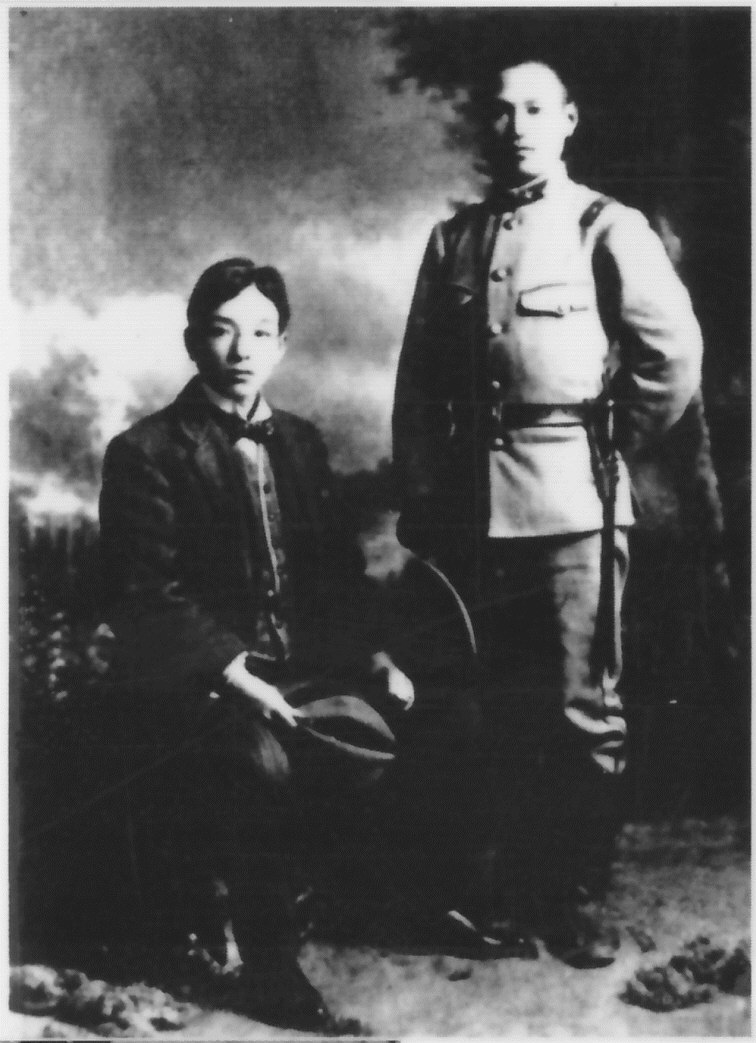
黄郛(左)と蔣介石（日本にて）

1904年（光緒30年）、浙江武備学堂に入学した。まもなく清朝の官費により日本に留学し、東京振武学校に入学している。1905年（光緒31年）、中国同盟会に加入している。また、1907年（光緒33年）に、蔣介石・張群と振武学校で知り合った。1908年（光緒34年）、陸軍測量局地形科で学ぶ。1910年（宣統2年）、帰国した。
1911年（宣統3年）10月、武昌起義が勃発すると、黄郛は上海へ赴き、陳其美を補佐して革命派の蜂起に参加した。11月、陳其美が滬軍都督となると、黄郛が参謀長兼滬軍第2師師長に就任した。なお、蔣介石もこの時に帰国し、滬軍第2師第5団団長に就任している。陳其美・黄郛・蔣介石は意気投合し、「盟兄弟」の契りを結んだとされる。
1912年（民国元年）1月、中華民国臨時政府において、黄郛は孫文から兵站総監の兼任を命じられた。袁世凱が臨時大総統となると、黄郛は江蘇都督府参謀長に転任した。1913年（民国2年）、二次革命（第二革命）において、革命派に属して袁軍と戦った。しかし、革命派は敗北し、黄郛は日本を経由してアメリカに亡命した。1916年（民国5年）、帰国して浙江省で護国戦争（第三革命）に参戦した。護国軍勝利後は天津に遷り、しばらくは著作活動に励んだ。

### 北京政府での活動
1921年（民国10年）、黄郛は北京政府のワシントン会議代表団の顧問として政界に復帰した。1922年（民国11年）2月、張紹曽内閣の署理外交総長に就任している。その後も、高凌霨内閣・顔恵慶内閣で教育総長をつとめた。
1924年（民国13年）10月、馮玉祥による北京政変（首都革命）に参画して直隷派を失脚させる。黄郛は馮玉祥の支持により代理内閣総理に就任した。しかし、奉天派の反発を受けたため、同年11月、段祺瑞の臨時執政就任により短期間で黄郛内閣は崩壊した。黄郛は天津にしばらく寓居して機会をうかがう。

### 国民政府での活動
1926年（民国15年）11月、国民政府の北伐により蔣介石が南昌に入ると、1927年（民国16年）1月、黄郛も南下して国民政府に参加した。同年7月、上海クーデター後に成立した上海特別市の初代市長に任命された。1928年（民国17年）2月、国民政府外交部長に就任している。
同年3月から、黄郛は第1次南京事件の事後処理にあたり、アメリカとの間で協定締結を行った（その他の諸国とは、後任の王正廷の下で協定が結ばれている）。しかし、同年5月に発生した済南事件において、黄郛は事件発生当時に済南にありながら蔣介石と共に現場から逃亡したとして、国内から激しい非難を浴びる。黄郛はまもなく外交部長から辞任に追い込まれた。
その後は、在野にありながらも、張群らの新政学系を支持する立場で、著作活動を続けた。1933年（民国22年）5月、黄郛は行政院駐北平政務整理委員会委員長に任命され、塘沽協定の秘密交渉に従事した。5月31日、最終的に協定が成立した。しかし事実上、満洲国を承認する内容であったため、黄郛はまたしても非難の対象となった。1935年（民国24年）春、委員長を辞任して引退した。
1936年（民国25年）12月6日、肝臓がんのため、上海で死去。享年57（満56歳）。